# Giuseppe De Santis
Giuseppe De Santis (Fondi, 11 de fevereiro de 1917 - Roma, 16 de maio de 1997) foi um cineasta italiano. Um dos cineastas neorrealistas mais idealistas dos anos 1940 e 1950, ele escreveu e dirigiu filmes pontuados por ardentes clamores por reformas sociais.
Ele era irmão do cineasta italiano Pasqualino De Santis. Sua esposa era Gordana Miletic, uma atriz iugoslava e ex-dançarina de balé.

## Biografia
De Santis nasceu em Fondi, Lazio. Ele era membro do Partido Comunista Italiano (PCI) e lutou com a Resistência anti-alemã em Roma durante a Segunda Guerra Mundial.
Foi estudante de filosofia e literatura antes de ingressar no Centro Sperimentale di Cinematografia de Roma. Enquanto trabalhava como jornalista para a revista Cinema, De Santis se tornou, sob a influência de Cesare Zavattini, um grande defensor dos primeiros cineastas neorrealistas que tentavam fazer filmes que refletissem as realidades simples e trágicas da vida proletária usando filmagens e atores não profissionais.
Em 1942, De Santis colaborou no roteiro de Ossessione, o primeiro filme de Luchino Visconti, geralmente considerado um dos primeiros filmes neorrealistas.
Enquanto ainda trabalhava para a revista Cinema, trabalhou cada vez mais como roteirista e assistente de direção até 1947, quando fez sua própria estreia na direção com Caccia Tragica. Como os dois filmes a seguir, foi um sincero apelo por melhores condições de vida para a classe trabalhadora e os trabalhadores agrícolas italianos. Questões de corrupção, mercado negro, colaboração com os alemães e tratamento de ex-soldados também foram introduzidos no filme.
Seu terceiro filme, Arroz Amargo (1950), a história de uma jovem que trabalha na plantação de arroz e deve escolher entre dois pretendentes socialmente díspares, fez de Silvana Mangano uma estrela e foi um marco do novo estilo cinematográfico. Também rendeu a De Santis uma indicação ao Óscar de Melhor História Original.
No início dos anos 1950, o movimento neorrealista estava caindo em desgraça com os críticos e o público. Novos cineastas começaram a usar histórias dramáticas centradas em relacionamentos e de Santis também alterou seu foco.
Em 1952 filmou Roma ore 11, a primeira versão do trágico acidente real que Augusto Genina refez em 1953 como Três Histórias Proibidas.
Em 1959 ele ganhou um Globo de Ouro com La strada lunga un anno; o filme, produzido na Iugoslávia, foi indicado ao Oscar de Melhor Filme Estrangeiro.
Em 1979 foi membro do júri do 11º Festival Internacional de Cinema de Moscou. Em 1985 foi membro do júri do 14º Festival Internacional de Cinema de Moscou.
De Santis morreu em 1997, aos 80 anos, em Roma, após um ataque cardíaco, e um dia de luto foi declarado na Itália. Uma parte de seus arquivos foi doada para a Biblioteca Reynolds da Universidade Wake Forest.
Além disso, sua esposa e amigos estabeleceram uma Fundação com o seu nome.

## Filmografia
- Tragic Hunt (1947)
- Arroz Amargo (1949)
- Nenhuma paz sob a oliveira (1950)
- Roma 11:00 (1952)
- Um Marido para Anna (1953)
- Dias de Amor (1954)
- The Wolves (1956)
- Engaged to Death (1957)
- The Road a Year Long (1958)
- La garçonnière (1960)
- Ataque e recuo (1965)
- Un apprezzato professionista di sicuro avvenire (1972)